# 小果野蕉
小果野蕉（学名：Musa acuminata）又名尖蕉、香蕉，为芭蕉科芭蕉属的植物。分布在越南、泰国、缅甸、马来西亚、菲律宾、印度以及中国大陆的云南、广西等地，生长于海拔1,000米至1,200米的地区，多生长于沼泽、半沼泽、阴湿的沟谷或坡地上。
本种也是杂交种香蕉（M. x paradisiaca）的亲本之一，香蕉另一亲本则为野蕉（M. balbisiana）。

## 别名
阿加蕉（云南景颇语），木桂根雷（云南傣语）

## 外部連結
- 3-苯丙基乙酸酯 3-phenylpropyl acetate （页面存档备份，存于） 中草藥化學圖像數據庫 (香港浸會大學中醫藥學院) （中文）（英文）